# Рипстоп
Рипстоп (на английски: ripstop от rip – „разкъсвам“ и stop – „спирам“) е технология на тъкане, при която нишките се усукват, така че да подсилят структурата на плата, като го направят по-устойчив на разкъсване. По време на тъкане, плътни подсилващи нишки се преплитат кръстовидно на равни интервали (обикновено от 5 до 8 mm). Това придава специфичен вид на плата на малки квадратчета. Предимството на този начин на тъкане е съотношението на якост към тегло, както и възпрепятстване на разкъсването на плата. Използвани материи са памук, коприна, полиестер и полипропилен. Често се използва и найлон в подсилващата нишка.